# 雁峰区
雁峰区为湖南省衡阳市的市辖区，属于衡阳市南部城区，东临湘江，区域总面积为94平方公里，常住总人口約25万人，国内生产总值34.1亿元(2005年)。境内有南岳衡山峰首回雁峰。

## 行政区划
雁峰区下辖6个街道办事处、1个镇：
先锋街道、雁峰街道、天马山街道、黄茶岭街道、白沙洲街道、金龙坪街道和岳屏镇。

## 人口
根据湖南省衡阳市第七次全国人口普查公报显示：雁峰区常住人口为247791人，男性人口占比50.33%，女性人口占比49.67%，年龄结构中0-14岁占比16.41%，15-59岁占比64.24%，60岁以上占比19.36%，65岁以上占比13.53%。

## 历史
珠晖区为2001年4月4日衡阳市城区区划调整新成立的市辖区，划入原城南区5个街道、原郊区2乡大部分和衡南县文昌乡组成。
| 2001年湖南省衡阳市区划调整 根据2001年4月4日国务院(国函[2001]34号) | |
| 撤销 市辖区                                                       | 撤销原有四个市辖区：江东区、城南区、城北区、郊区。 |
| 新成立 市辖区                                                     | 新设立四个市辖区：珠晖区、雁峰区、石鼓区、蒸湘区。 |
| 珠晖区                                                            | 辖原江东区的行政区域以及原郊区的和平、酃湖、东阳渡3个乡和茶山坳镇。区政府驻湘江东路。 |
| 雁峰区                                                            | 辖原城南区的雁峰、白沙洲、黄茶岭、天马山、先锋路5个街道和原郊区的湘江乡（不含杨柳村）、岳屏乡（不含联合、岳屏、北塘3个村）以及衡南县的文昌乡。区政府驻湘江南路。                                   |
| 石鼓区                                                            | 辖原城北区的人民路、潇湘、青山、五一、合江5个街道和原郊区的黄沙湾街道、松木乡、西湖乡的五一、建设、友爱、江霞4个村以及原属衡阳县的角山乡。区政府驻司前街。                                         |
| 蒸湘区                                                            | 辖原城北区的蒸湘街道，原城南区的联合街道和原郊区的西湖乡（不含五一、建设、友爱、江霞4个村）、湘江乡的杨柳村、岳屏乡的联合、岳屏、北塘3个村以及衡南县的雨母山乡、衡阳县的呆鹰岭镇。区政府驻船山路。 |